# Municipio de Lebanon (Carolina del Norte)
El municipio de Lebanon (en inglés: Lebanon Township) es un municipio ubicado en el  condado de Durham en el estado estadounidense de Carolina del Norte. En el año 2010 tenía una población de 18.722 habitantes.

## Geografía
El municipio de Lebanon se encuentra ubicado en las coordenadas 36°5′31.51″N 78°55′33.03″O / 36.0920861, -78.9258417.